# Chen Li
Chen Li  (chiń. upr. 陈力; pinyin Chén Lì) – chińska brydżystka.

## Wyniki
| Drużynowe mistrzostwa świata | Drużynowe mistrzostwa świata | Drużynowe mistrzostwa świata               | Drużynowe mistrzostwa świata | Drużynowe mistrzostwa świata | Drużynowe mistrzostwa świata |
| Rok                          | Miejsce                      | Zawody                                     | Kategoria                    | Drużyna                      | Pozycja                      |
| ---------------------------- | ---------------------------- | ------------------------------------------ | ---------------------------- | ---------------------------- | ---------------------------- |
| 2014                         | Stambuł                      | 15. Drużynowe Mistrzostwa Świata Młodzieży | Dziewczęta                   | China                        | 2                            |
| 2007                         | Szanghaj                     | 38. Mistrzostwa Świata Teamów              | Transnational Open           | Shanghai Youth 4             | 140                          |